# Prudence Harrington
Prudence Harrington est une actrice britannique qui a fait principalement carrière dans le cinéma français à la fin des années 1960 et au début des années 1970.

## Filmographie
- 1966 : Le Chien fou de Eddy Matalon : Anna
- 1969 : Mazel Tov ou le Mariage de Claude Berri : Helen
- 1969 : Tout peut arriver de Philippe Labro : Stella
- 1970 : Le Cinéma de papa de Claude Berri : Sarah, une femme mariée, la répétitrice en anglais d'un film « américain », dont Claude tombe amoureux
- 1972 : L'aventure c'est l'aventure de Claude Lelouch : Mme Herbert
- 1974 : Les Gaspards de Pierre Tchernia : Miss Pamela Pendleton-Pumkin
- 1978 : L'Homme en colère de Claude Pinoteau
- 1978 :  Le Point douloureux de Marc Bourgeois : F.

Télévision
- 1967 : série Clio dans le métro de Jean Pradinas, épisode Ménilmontant docufiction
- 1973 : Arsène Lupin (épisode L'écharpe de soie rouge) : Jenny Saphir
- 1974 : Quai de l'étrangleur de Boramy Tioulong : Monika
- 1975 : Les Cinq Dernières Minutes, épisode Patte et griffe de Claude Loursais
- 1978 : Les Brigades du Tigre, épisode Cordialement vôtre de Victor Vicas : Dorothy